# Joop van Zijl
Gerhard Johan Jozef (Joop) van Zijl (Haarlem, 23 januari 1935) is een Nederlands voormalig journalist en presentator. Hij presenteerde het NOS Journaal van 1976 tot 1999.

## Loopbaan
Van Zijl was al vroeg betrokken bij de radio en de muziek. Als tiener begon hij rond 1950 in het voormalige Sint Johannes de Deoziekenhuis te Haarlem met radio-uitzendingen vanuit een bezemkast. Op 19-jarige leeftijd mocht hij participeren in het fameuze jongerenproject Minjon van de AVRO. In 1956 moest hij in militaire dienst, maar hij kon die ontlopen door in Nieuw-Guinea medewerker te worden bij de Radio Omroep Nederlands Nieuw-Guinea.
Daarvan teruggekeerd, werkte hij vanaf 1959 als freelancer voor diverse radio- en televisieprogramma's, vanaf 1961 in vaste dienst voor AVRO's Radiojournaal. Ook werkte hij voor het NTS Journaal en Televizier. Vanaf 1966 maakt hij voor de NTS diverse achtergrondprogramma's: Monitor, Scala, Ter Visie en Panoramiek.
Vanaf 1976 was Van Zijl eindredacteur en presentator van het NOS Journaal. Hij ontwikkelde zich tot een ware anchorman, een lange periode die slechts even werd onderbroken toen hij tussen 1981 en 1983 overstapte naar de VARA-actualiteitenrubriek Achter het Nieuws. Naast nieuws presenteerde hij ook graag muziekevenementen en versloeg hij een aantal grote gebeurtenissen als de begrafenissen van Koningin Wilhelmina en Winston Churchill.
Na zijn afscheid van het NOS Journaal in 1999 was hij nog ieder jaar commentator in de jaarlijkse tv-uitzending van het nieuwjaarsconcert van de Wiener Philharmoniker, wat hij deed vanaf 1984 tot en met 2014. Ook was hij te zien in Flodder, in de aflevering Gifwolk als verslaggever.
Ook sprak hij tot 2018 het commentaar in bij de animatiefilmpjes van de VARA-kennisquiz 2 voor 12. Bij de Concertzender presenteert hij een dagelijks programma over Johann Sebastian Bach. Voorts werkte hij één keer per week als presentator voor een nieuwsprogramma bij Omroep Flevoland. Met deze provincie heeft hij extra affiniteit, omdat zijn beide kinderen hier wonen.

## Privéleven
Joop van Zijl staat bekend als een groot liefhebber van modeltreinen.
Hans van Zijl (1940–1998) was de broer van Joop.